# Опалиха (платформа)
Опа́лиха, Опа́ліха (рос. Опалиха) — зупинний пункт/пасажирська платформа Ризького напрямку Московської залізниці, у складі лінії МЦД-2. Розташована в однойменному мікрорайоні міста Красногорськ Московська область. Час в дорозі з Москва-Ризька — 38 хвилин.
Пряме сполучення на Курський напрямок. Пасажирське сполучення здійснюється електропоїздами. На захід безпересадкове сполучення здійснюється до станції Шаховська, на схід — до станцій Москва-Ризька та Серпухов.
Пересадка на автобуси 833, 833к.